# سوني بيرغر
سوني بيرغر (بالإنجليزية: Margaret Berger)‏ هي لاعب كرة قاعدة أمريكية، ولدت في 24 ديسمبر 1922 في هومستيد في الولايات المتحدة، وتوفيت في 25 يناير 2015 في سن سيتي ويست في الولايات المتحدة.